# 勒普朗泰
勒普朗泰（法語：Le Plantay，法語發音：[lə plɑ̃tɛ]）是法国东部安省的一个市镇，属于布雷斯地区布尔格区。

## 地理
勒普朗泰（46°1'23"N, 5°5'20"E）面积19.96 平方千米，位于法国奥弗涅-罗讷-阿尔卑斯大区安省，该省份为法国东部省份，北起汝拉省，西北接索恩-卢瓦尔省，西接罗讷省和里昂大都会，南至伊泽尔省，东与萨瓦省、上萨瓦省和瑞士接壤。
与勒普朗泰接壤的市镇（或旧市镇、城区）包括：沙拉蒙、马尔略、圣尼济耶勒代塞尔、韦尔萨约、维拉尔莱栋布。
勒普朗泰的时区为UTC+01:00、UTC+02:00（夏令时）。

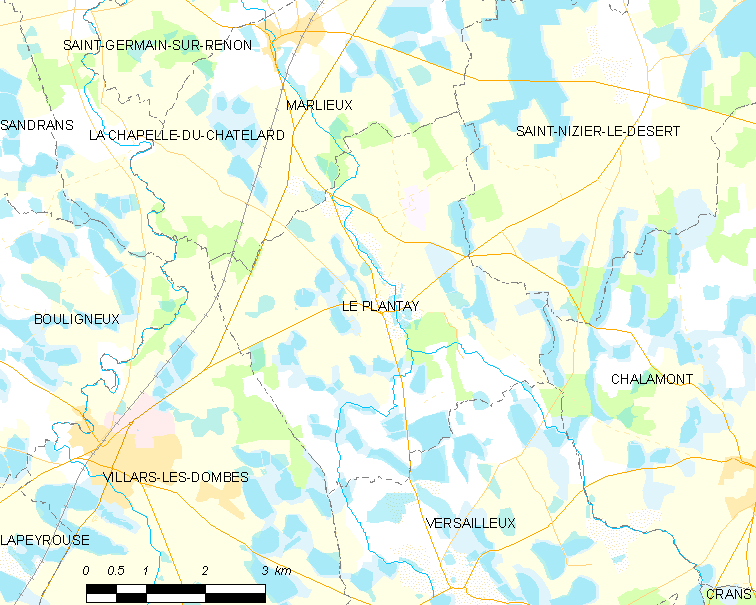
勒普朗泰的OSM定位图

## 行政
勒普朗泰的邮政编码为01330，INSEE市镇编码为01299。

## 政治
勒普朗泰所属的省级选区为塞泽里亚县。

## 人口

1962-2008年间勒普朗泰人口变化图示

勒普朗泰于2022年1月1日时的人口数量为569人。